# Gardaland
Gardaland este cel mai mare parc de distracții din Italia, situat în nord-estul țării în municipiul Castelnuovo del Garda, în provincia Verona.

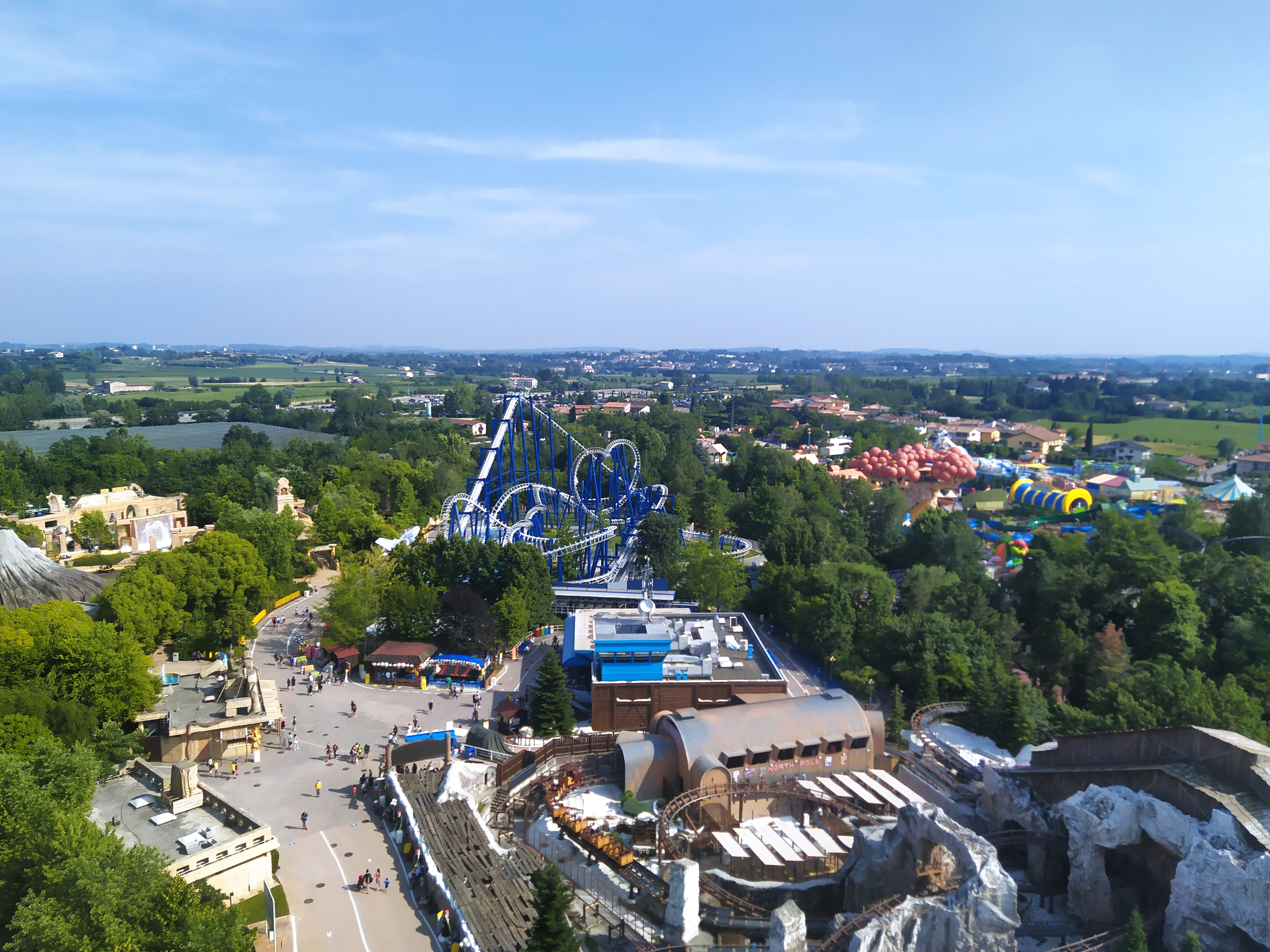
Parcul Gardaland

Deschis la data de 19 iulie 1975, include „Gardaland”, „Gardaland Sea-Life” și hotelul „Gardaland”.
Este situat pe malul de sud-est al lacului Lago di Garda
Întregul complex se întinde pe o suprafață de 445.000 m², în timp ce doar parcul cu tematica măsoară 200.000 m². În interiorul acestuia sunt situate atracții mecanice și structuri cu apă. În fiecare an are parte de 3 milioane de vizitatori. Parcul are în jur de 30 de atracții inspirate din diverse domenii cum ar fi istorie, spațiu, geografie și fantezie, cel mai cunoscut dintre ele fiind caruselul Mammut.
În iunie 2005, Gardaland a fost ales de revista „Forbes” ca fiind al 5-lea din TOP 10 parcuri de distracții din lume iar din 2011 fiind al 9-lea în Europa ca număr de vizitatori de parc de distracții.
Din octombrie 2006, parcul aparține companiei britanice Merlin Entertainments.